# Chimerowate
Chimerowate, przerazowate, chimery (Chimaeridae) – rodzina morskich ryb zrosłogłowych z rzędu chimerokształtnych (Chimaeriformes). W zapisie kopalnym znane są z kredy.

## Zasięg występowania
Występują w wodach oceanicznych ciepłych i gorących stref klimatycznych, na głębokościach od 100–1400 m.

## Cechy charakterystyczne
Ciało wydłużone. Pysk krótki, zaokrąglony. Ogon długi, cienki, prawie dyficerkalny. Cztery szczeliny skrzelowe położone blisko siebie i przykryte fałdem skórnym, z zewnątrz widoczna tylko jedna szczelina skrzelowa z każdej strony głowy. Duże płetwy piersiowe. Pierwsza płetwa grzbietowa wysoka, wyprostowana, z pojedynczym, mocnym kolcem, połączonym z gruczołem jadowym. Druga płetwa grzbietowa długa i niska.
Żywią się dennymi bezkręgowcami i rybami. Samice składają stosunkowo małe kapsuły jajowe. Wstrzyknięcie jadu chimer jest dla ludzi bolesne.

## Klasyfikacja
Współcześnie występujące rodzaje zaliczane do tej rodziny:
- Chimaera Linnaeus, 1758
- Hydrolagus Gill, 1862

Opisano również rodzaj wymarły:
- Canadodus Popov, 2020